# Kelengye

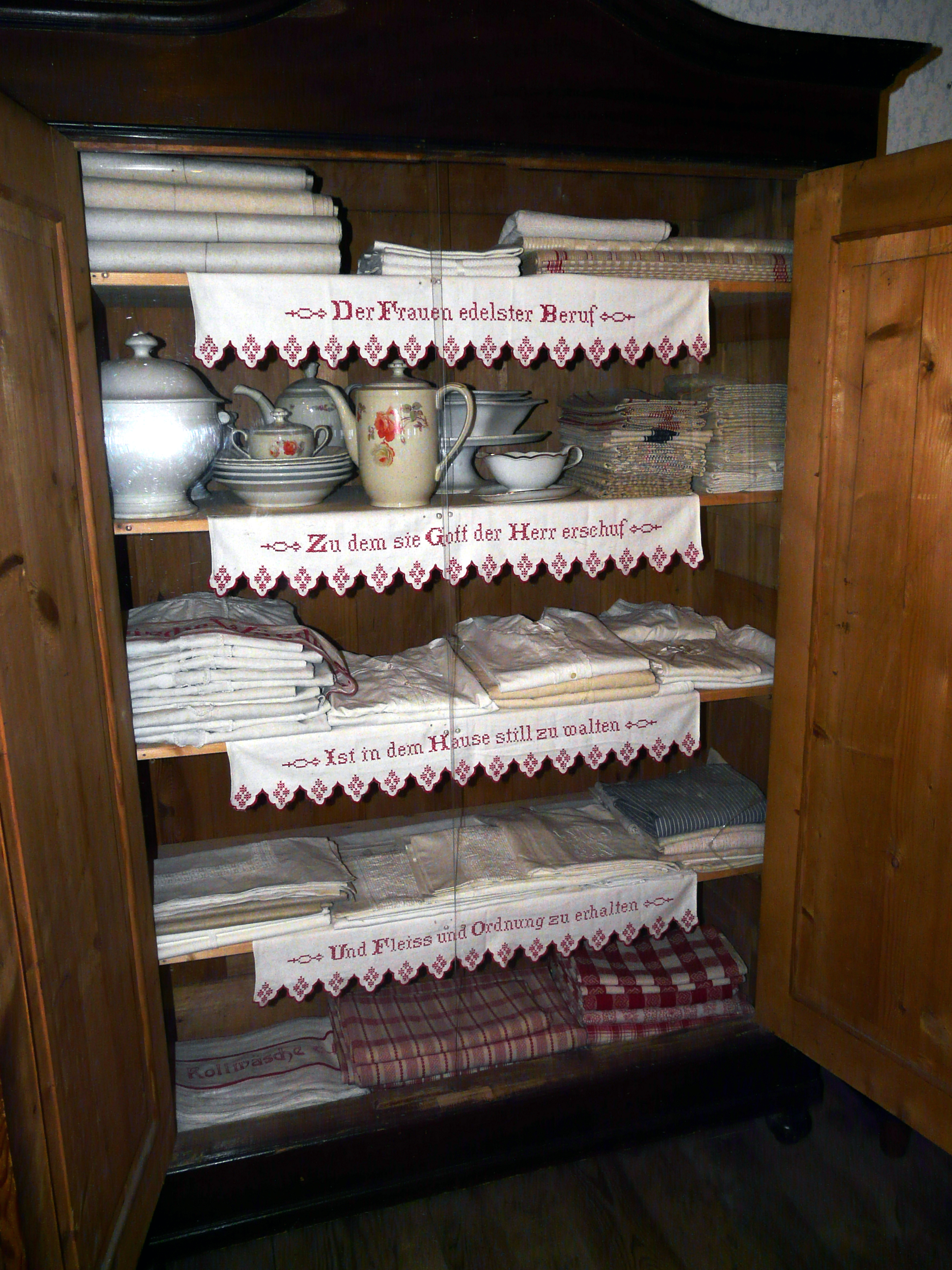
Kelengyeszekrény

A kelengye a hozomány vagy móring egyik fajtája. Elsősorban vászonneműből állt: ruhák, párnák, takarók, lepedők, kendők, abroszok, törölközők, és a ruhanemű tartására szolgáló ládák, bútorok. A kelengye megalapozta a fiatal pár háztartását.
Általában a menyasszony hozta magával, de német nyelvterületen a vőlegény is. Főleg ruhaneműk, és az otthon szépítéséhez kellő ruhaanyagok tartoztak ide mint például a terítő, abrosz, függöny. Néhány helyen beleértették ezeknek a holmiknak a tároló szekrényét, ládáját is.
Ezeket a holmikat legtöbbször a menyasszony családja adta, ezért azt mondták: „Ahány lánya, annyiszor ég le a háza!”

## Mai jelentése
A kelengye mai értelemben az újszülött kórházból való hazaadásához szükséges holmik, ruhák. Néha beleértik a várandósoknak ez idő alatt kellő dolgait vagy az újszülött bőrápolásához, és  gyógyszertárból beszerzendő dolgait.
Kelengye:
1. Az újszülött kórházból való hazaadáshoz szükséges holmija.
2. Amit az édesanya visz a kórházba.
3. Ami majd otthon kell.

Ruhaneműk
Egyszer használható pelenka, kombidressz (body), pamut sapka, angol pólya, textilpelenka. Ősztől tavaszig: meleg sapka, harisnya, egyujjas vagy ujj nélküli kesztyű, levegőztető zsák, takaró. Babakocsi vagy mózeskosár vagy bébihordó.
Dokumentumok
Várandós anyák gondozási könyve, személyi igazolvány, lakcímkártya, TAJ-kártya, házassági anyakönyvi kivonat hiteles másolata vagy közjegyző, anyakönyvvezető előtt tett apasági nyilatkozat, az apa személyi adatai tartalmazó irat. Higiénés szerek, esetlegesen szedett gyógyszerek, testápolási szerek, sötét színű törülköző, papucs, egészségügyi betét, hálóing, köntös, zokni, fehérnemű, időjárásnak megfelelő, hazamenetelhez szükséges, változtatható méretű ruha.
Gyógyszerek, készítmények
A háziorvos írja fel receptre a következőket: lázcsillapító kúp, hexaklorofénes hintőpor, szaliciles szesz, popsikrém, fürdető krém, steril vatta, mull lap, D-vitamin, K-vitamin. Fültisztító pálcika (köldökcsonk ápoláshoz), popsitörlő kendő.